# موننوری کاواساکی
موننوری کاواساکی (انگلیسی: Munenori Kawasaki؛ زادهٔ ۳ ژوئن ۱۹۸۱) بازیکن بیس‌بال اهل ژاپن است.
از باشگاه‌هایی که در آن بازی کرده‌است می‌توان به تورنتو بلو جیز اشاره کرد.
وی در مسابقات کشوری و بین‌المللی در مجموع برندهٔ ۲ مدال طلا شده‌است.